# Bevagna
Bevagna is een gemeente in de Italiaanse provincie Perugia (regio Umbrië) en telt 5013 inwoners (31-12-2004). De oppervlakte bedraagt 56,1 km², de bevolkingsdichtheid is 89 inwoners per km².

## Demografie
Bevagna telt ongeveer 1781 huishoudens. Het aantal inwoners steeg in de periode 1991-2001 met 4,0% volgens cijfers uit de tienjaarlijkse volkstellingen van ISTAT.
| Jaar | Inwoneraantal |
| ---- | ------------- |
| 1991 | 4614          |
| 2001 | 4799          |

## Geografie
De gemeente ligt op ongeveer 210 m boven zeeniveau.
Bevagna grenst aan de volgende gemeenten: Cannara, Foligno, Gualdo Cattaneo, Montefalco, Spello.

## Bijzonderheden
De Heilige Franciscus van Assissi zou hier gepredikt hebben tegen de vogels.